# Cerapachys indicus
Cerapachys indicus är en myrart som beskrevs av Brown 1975. Cerapachys indicus ingår i släktet Cerapachys och familjen myror. Inga underarter finns listade i Catalogue of Life.